# Williams Township (comté de Wayne, Missouri)
Williams Township est un township inactif, situé dans le comté de Wayne, dans le Missouri, aux États-Unis,.
Le township est fondé en 1872 et baptisé en référence à William Williams, un pionnier.

### Source de la traduction
- (en) Cet article est partiellement ou en totalité issu de l’article de Wikipédia en anglais intitulé « Williams Township, Wayne County, Missouri » (voir la liste des auteurs).